# A bor savai
A borban található savaknak nagy szerepük van mind a borkészítés folyamatában, mind az eredményül kapott bor sajátosságainak meghatározásában. Már a szőlőtermésben jelen vannak, s közvetlen hatással vannak az elkészült bor színére, ízére, egyensúlyára, az erjedés során a borélesztő növekedésére és vitalitására, s a bornak a baktériumokkal szembeni ellenállóképességére. A borban található összes sav mennyiségét a titrálható savtartalom vagy összes szabad savtartalom adja meg, míg a savasság mértékét pH-ban mérik: a legtöbb boré 2.9 és 3.9 között van. Általánosságban, minél alacsonyabb a bor kémhatása, annál nagyobb a bor savassága; de nincs közvetlen kapcsolat a savtartalom és a pH-érték között (lehetséges pl. adott bor esetén nagy savtartalom mellett viszonylag magas pH-érték). Borkóstolásnál a „savasság” kifejezés azt írja körül, mennyire üde, fanyar, savanykás a bor, mennyire tudja jól ellensúlyozni az édes és a keserű (pl. csersavas) összetevőket. Elsősorban háromféle sav található meg a borszőlőkben: a borkősav, az almasav és a citromsav. A borkészítés során és a kész borokban jelentős szerepet játszhat az ecetsav, a vajsav, a tejsav és a borostyánkősav. A borászatban érintett legtöbb sav kötött sav, kivéve az ecetsavat, melynek túlzott jelenléte a bor elecetesedését okozhatja. Olykor másféle savakat is igénybe vesznek a borkészítés során, ilyenek az aszkorbinsav, a szorbinsav és a kénessav.

## Borkősav

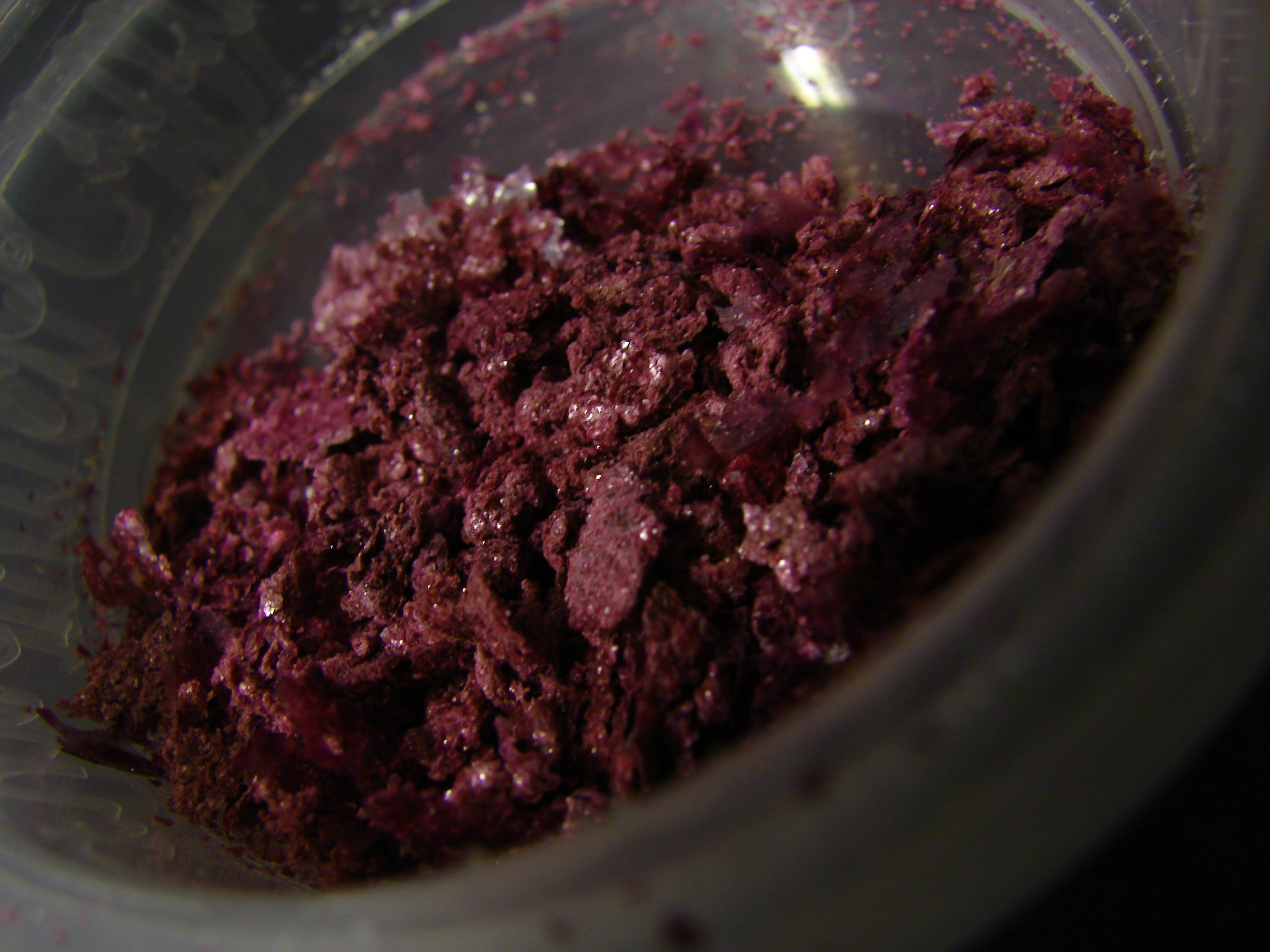
Noha alapvetően áttetszőek, a borkősavkristályok könnyen felveszik az őket szaturáló bor színét.

A borkészítés szempontjából a borkősav a bor tartalmazta savak közül a legfontosabb, köszönhetően a bor kémiai stabilitásának fenntartásában, végső színének és ízének meghatározásában játszott tekintélyes szerepének. E szerves sav a legtöbb növényben ritka, de a szőlőben jelentős a koncentrációja. Kötött savként van jelen a termésben, miként az almasav, s kisebb mértékben a citromsav is. Koncentrációja függ a szőlőfajtától és a termőtalaj jellegétől. Egyes változatokban (mint amilyen a palomino) természetszerűleg magasabb a borkősavtartalom, míg például a malbecben és a pinot noirban alacsonyabb. A virágzás során a virágban, majd azt követően a fiatal bogyótermésben koncentrálódik a borkősav. A termés érése alatt – az almasavval szemben – a növény légzése közben a borkősav nem bomlik le, így mennyisége az egész érés során meglehetősen konzisztens.
A szőlőben lévő borkősav kevesebb mint fele marad kötetlen, nagyobb része mint káliummal alkotott sója, monokálium-tartarát, s egyéb tartarátokként van jelen. Az erjedés során ezen tartarátok a borseprővel, gyümölcshúsmaradékkal, kicsapódott csersavakkal, pigmentekkel elegyednek. Bár szőlőváltozattól és borvidéktől függően vannak különbségek, általánosságban véve az üledéknek nagyjából fele oldódik a bor alkoholos keverékében. A tartarátok kiskristályosodása olykor előre nem megjósolható időpontokban következik be; a borkőkristályok a borosüvegben olyannak látszhatnak, mintha üvegszilánkok lennének, de ártalmatlanok. A borászok emiatt mégis gyakran hideg stabilizációnak vagy elektrodialízisnek vetik alá a bort; előbbi esetében a fagypont alatti hőmérsékleten a borkövek kikristályosodnak s kicsapódnak a borból; utóbbinál membránfolyamaton keresztül távolíttatnak el a tartarátok.

## Almasav

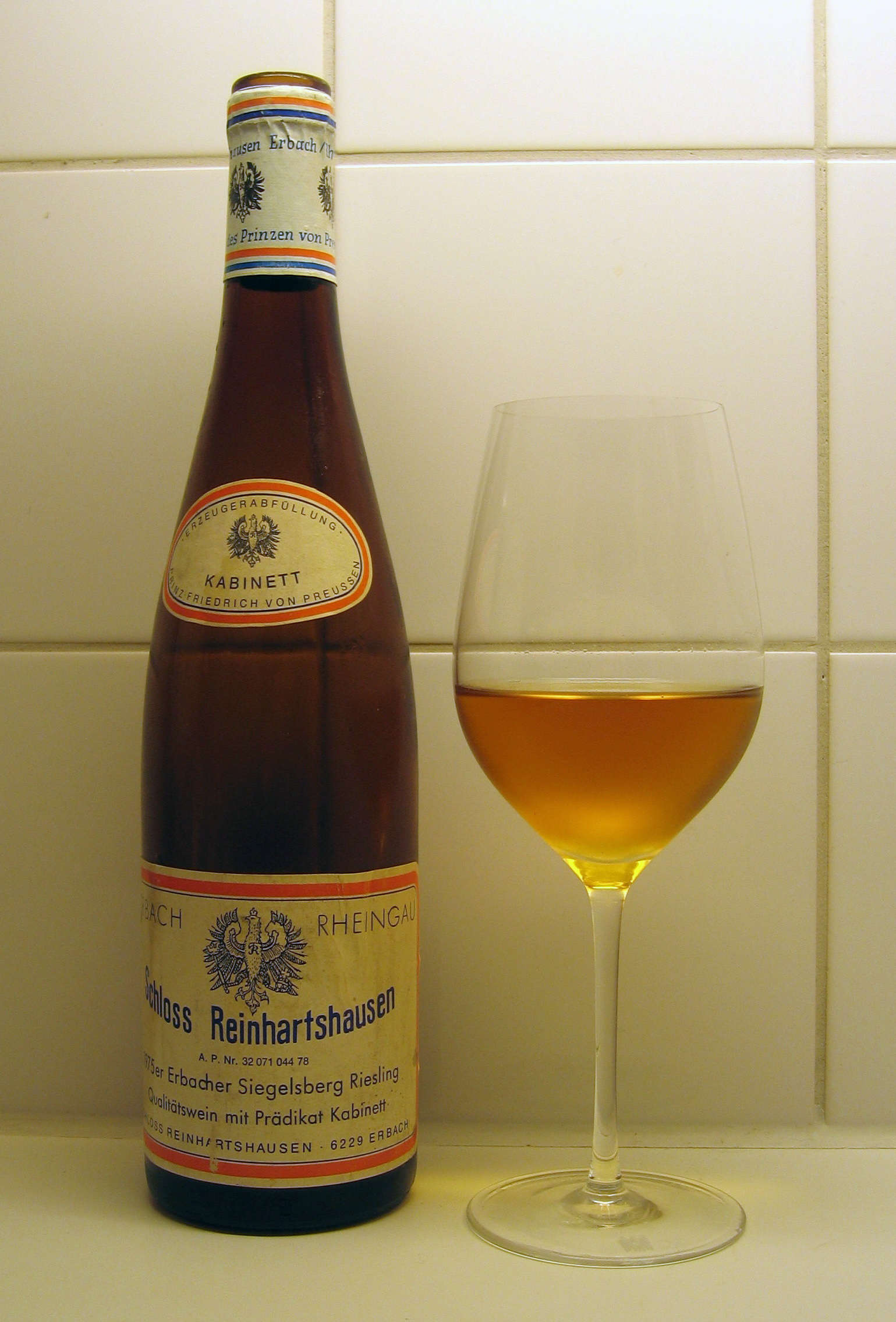
A hidegebb borvidékek rizlingjei, mint amilyen a rheingaui, több almasavat, s így zöldalmára emlékeztető zamatot tartalmaznak, mint a melegebb vidékek borai.

A borkősav mellett a szőlőszemek még almasavat tartalmaznak nagyobb mennyiségben. Az almasav majdnem minden gyümölcsben és bogyótermésben előfordul, de legjellemzőbb a zöld, éretlen almában, s utóbbinak ízét adja a borban is. Kémiai szerkezetéből adódóan a növény részei közötti energiatovábbításért felelős enzimatikus reakciók résztvevője. Koncentrációja szőlőfajtától függően változik, egyes fajtákban (barbera, carignan, sylvaner) természettől fogva magas. Szintje a szőlőtermésben éppen az érés kezdete előtt a legmagasabb, akár 20 gramm/liter is lehet; érés során a növény légzésével lebomlik, s szüretre akár 1-9 gramm/liternyire is csökkenhet. Melegebb éghajlatokon gyorsabban bomlik le a növényi légzés során az almasav. Ha az összes almasav elhasználódik a szőlőszemekben, a szőlő túléretté válik. Ilyenkor a hiányt a borászok sav hozzáadásával utólag pótolják.
Az almasav mennyisége malolaktikus erjesztéssel is csökkenthető. A folyamat során baktériumok az erősebb almasavat kevésbé savas tejsavvá alakítják: az almasav a leadható protonok száma szerint kétértékű sav, a tejsav csak egyértékű, így utóbbi csak fele annyira savas; az almasav első savi disszociációs állandója (pKa) (szobahőmérsékleten 3.4) alacsonyabb, mint a tejsav egyetlen savi disszociációs állandója (szobahőmérsékleten 3.86). Így a malolaktikus erjesztést követően a bor pH-értéke magasabb lesz (kevésbé savas), és más ízérzetet ad.
A folyamatot elősegítő baktériumok többféleképpen juthatnak a borba: természetes módon előfordulhatnak a borászatokban; a baktériumpopulációt magukban hordozó, a hordókészítő üzemekben speciálisan készített tölgyfahordók útján; illetve a tenyésztett baktériumot a borász is hozzáadhatja a borhoz. Az almasav tejsavvá alakulása bizonyos boroknak javára válik; más boroknak, mint amilyen a chenin blanc vagy a rajnai rizling, kellemetlen, az adott bortól idegen aromát (a diacetil okozta, vajra emlékeztető szagot) kölcsönöz. Általánosságban, a vörösborokat gyakrabban alávetik malolaktikus erjesztésnek, mint a fehéreket, így a fehérborokban gyakoribb az almasav (bár jelentős kivétel például a chardonnay).

## Tejsav

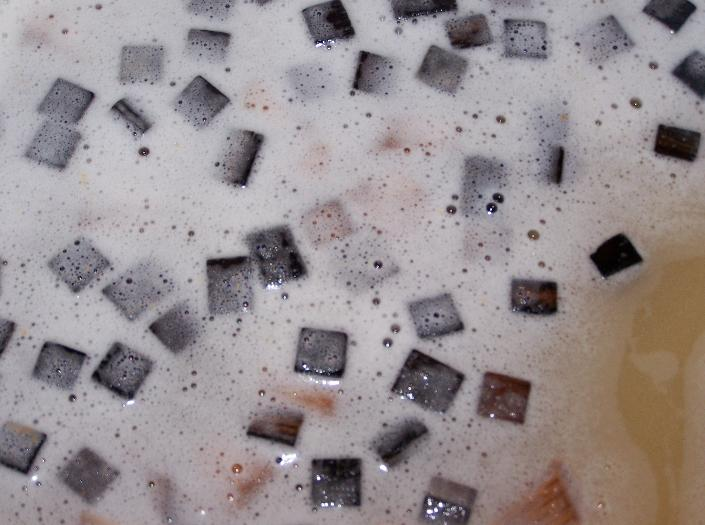
A chardonnay-t gyakran malolaktikus erjesztésnek is alávetik, például úgy, hogy tölgyfa-darabkákat szórnak bele. A lágyabb tejsav krémesebb textúrát ad a bornak.

Sokkal enyhébb sav, mint a borkősav vagy az almasav; a bornak gyakran „tejszerű” zamatot ad. A joghurtnak és a savanyú káposztának legfontosabb sava. Három különböző nemzetség baktériumai termelik a borkészítés során, ezek az Oenococcus, a Pediococcus és a Lactobacillus. Cukrot és (malolaktikus erjesztés során) almasavat alakítanak tejsavvá. E folyamat néhány bor esetén jótékony hatású, összetettebb lesz tőle a bor, és csökkenti benne az almasav nyersességét; másokban viszont fura mellékízt kelt, zavarossá teszi őket. Egyes tejsavtermelő baktériumok melléktermékként különböző aminokat (hisztamint, tiramint, putreszcint) is előállítanak, melyek vörösbor fogyasztása után fellépő, jellegzetes fejfájást is okozhatnak. Ha a cél a malolaktikus erjedés megakadályozása, a borász a baktériumok ellen kén-dioxiddal védekezhet. Megoldás lehet az is, ha a borász a seprőt minél hamarabb elválasztja a bortól, hisz előbbi a baktériumnak létfontosságú táplálékforrása. Arra is ügyelnie kell, hogy a bort milyen hordóban tárolja és milyen borászati eszközökkel kezeli, mert a baktérium mélyen be tudja venni magát a farostok közé. A malolaktikus erjesztésben már legalább egyszer részt vett hordó majd mindig minden későbbi, belékerülő bornál is beindítja a folyamatot.

## Citromsav
A Citrus nemzetséghez tartozó gyümölcsökben ugyan nagyon gyakori, a borszőlőkben csak nagyon kis mennyiségben található meg a citromsav. Koncentrációja általában körülbelül huszada a borkősavénak. A borban leggyakrabban szacharózoldatok erjesztésével nyert, hozzáadott citromsavat találhatni. Egyes borkészítők akkor adják hozzá a borhoz ezt az olcsó adalékanyagot, ha a bor teljes savasságának növelése szükséges, s csak miután az elsődleges alkoholos erjedés lezárult, mert a borélesztő hajlamos a citromsavat ecetsavvá alakítani. Összességében adalékanyagként is ritkábban alkalmazzák, mint a borkősavat vagy az almasavat, mert intenzíven befolyásolja a bor ízét. Az Európai Unióban tilos a borhoz savasságnövelés céljából citromsavat hozzáadni, de korlátozott mértékben, kálium-ferrocianid hiányában a fölös vas- és réztartalom eltávolítására felhasználható.

## Egyéb savak
Az ecetsav a borban az erjedés alatt vagy után keletkező, két szénatomos szerves sav. A borkészítéssel kapcsolatban felmerülő savak közül a legillékonyabb, az ecet maróan savanyú ízéért felelős. Erjedés során a borélesztő természetes módon kis mennyiségű ecetsavat is előállít. Ha a bort oxigén éri, az Acetobacter baktérium az etanolt ecetsavvá alakítja: ez a folyamat a bor ecetesedése, s elsősorban ez áll a bor ecetté alakulása mögött. A bor elecetesedése borbetegség. Borkóstolásnál személye válogatja, ki mennyire érzékeny az ecetsavra, de a legtöbben a 600 mg/l feletti ecetsavtartalmat már megérzik.
Az aszkorbinsav, más néven C vitamin a fiatal szőlőtermésben az érés megkezdődéséig megtalálható, de az érés során gyorsan elvész. A borkészítés során a kén-dioxid mellett antioxidánsként alkalmazzák, gyakran a fehér borok palackozásakor, adalékanyagként. Az Európai Unióban a hozzáadott aszkorbinsav mértéke nem haladhatja meg a 150 mg/l-t.

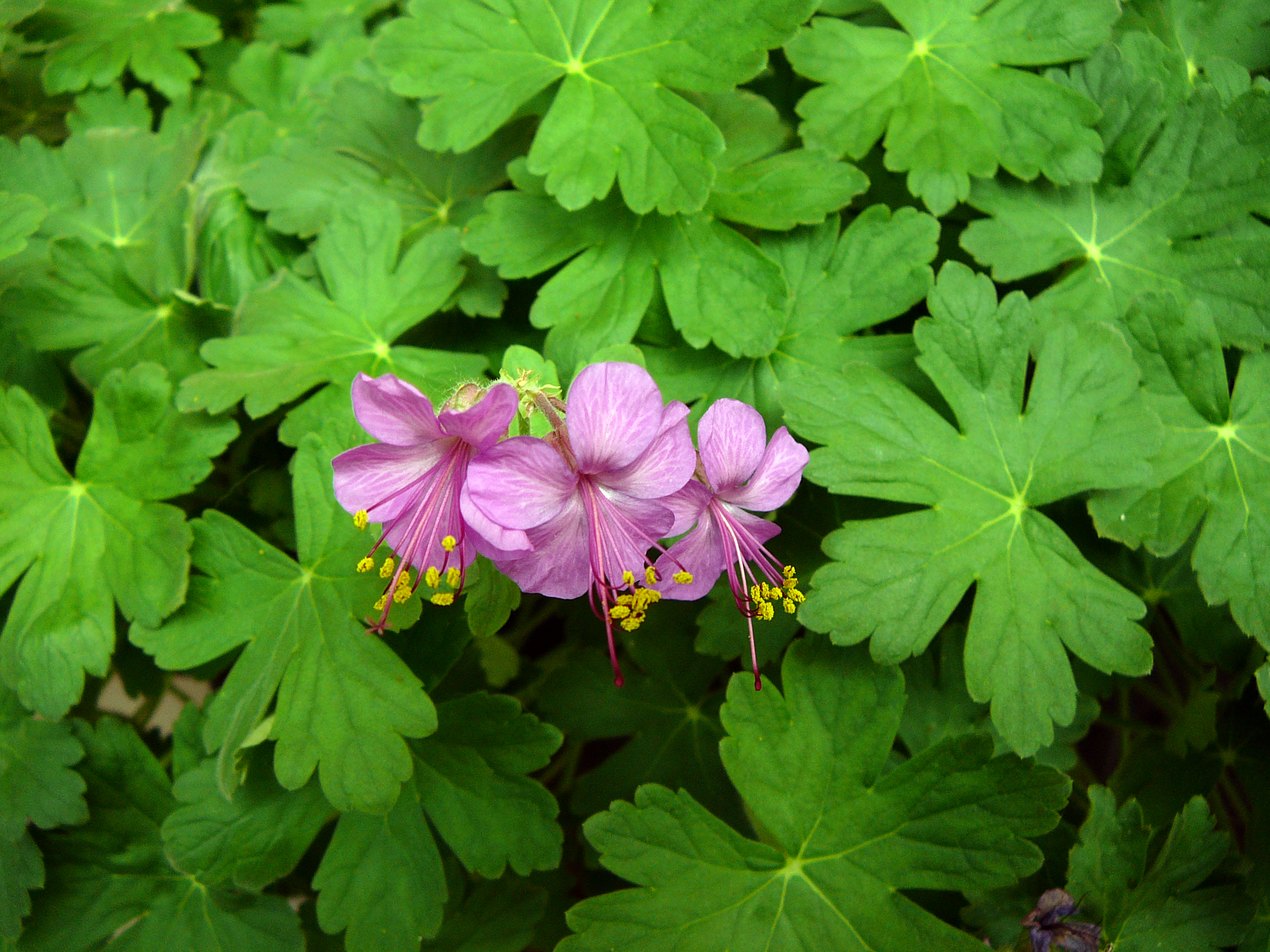
Ha a bor morzsolt muskátlilevelekre emlékeztető szagot vesz fel, az a szorbinsav okozta borbetegség jele.

A vajsav a borban baktérium kiváltotta borbetegséget okoz, tőle a bor romlott camembert sajtra vagy avas vajra emlékeztető szagot kaphat.
A szorbinsav a borkészítés során alkalmazott adalékanyag, melyet főleg édes borokban az élesztőgombák, egyéb gombák, baktériumok elszaporodása ellen tartósítószerként alkalmaznak; a kén-dioxiddal szemben a szorbinsav nem akadályozza a tejsavtermelő baktériumok tevékenységét. Az Európai Unióban a hozzáadott szorbinsav mennyisége 200 mg/l-ben van maximálva. A szorbinsav is okozhat „avas” ízt, aromát a borban. Ha a tejsavtermelő baktériumok anyagcseréje során szorbátok bomlanak fel, jellegeztes, kellemetlen muskátliízt kaphat a bor; ez a borbetegségek egyike.
A borostyánkősav is előfordulhat a borban, de nyomokban már az érett szőlőszemekben is. Koncentrációja szőlőfajtától függően változhat, szintje a vörösbort adó szőlőkben magasabb. Az erjedés során a borélesztő-gombák nitrogénmetabolizációjának mellékterméke. Ha a borostyánkősav etanol-molekulával reakcióba lép, mono-etil-szukcinát észter keletkezik, mely a bornak enyhe gyümölcsös aromát kölcsönöz.

## Borkészítésnél

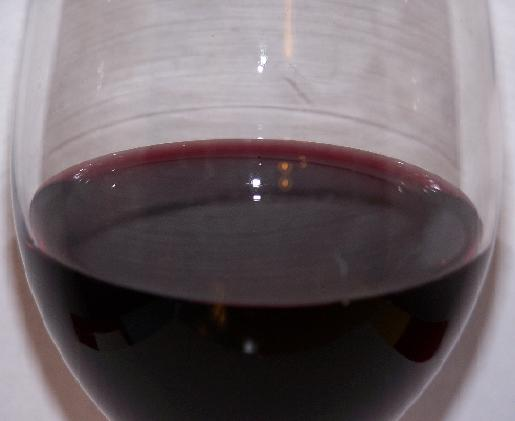
A carménère-hez hasonló magas pH-jú, kevéssé savas borok színe kékesebb, mint a savasabbaké.

A szőlő éves életciklusában a szőlőszemek savassága éppen az érés megkezdődése előtt a legnagyobb; aztán ahogy folyik az érés, a szőlő cukortartalma nő, savtartalma csökken. A növényi légzés anyagcserefolyamatai során az almasav elbomlik. A hűvösebb éghajlatú borvidékeken lassabban érik be a szőlő, így annak savtartalma is nagyobb. A savtartalom fontos tényező a szőlőműves számára annak eldöntésében, hogy mikor kezdje meg a szüretelést; sőt, az olyan borok számára, mint amilyen például a champagne és más pezsgőborok, egyenesen létfontosságú, hogy a feldolgozott szőlő savtartalma magas legyen, ezért azt gyakran még kissé éretlenül szüretelik le.
A borkészítés során a savak javítják a kén-dioxid hatékonyságát a borbetegségek elleni védekezésben, s védenek a bort támadó baktériumoktól is, hisz a baktériumok többsége nem él meg túl alacsony pH-jú környezetben. Két jelentős kivétel van ez alól: az Acetobacter, és a tejsavtermelő baktériumok. A vörösborokban a savasság megőrzi és stabilizálja a bor színét: az antociánok ionizációját befolyásolja a bor kémhatása, így az alacsonyabb pH-jú borok (mint amilyenek a sangiovese szőlőből készülőek) vörösebb, stabilabb színnel rendelkeznek; a magasabb pH-jú borokban (például a syrah szőlőből készülőek) a kevésbé stabil kék pigmentek száma nagyobb, végső soron piszkosszürke árnyalatot, olykor barnás színezetet adva neki. A fehérborokban a magasabb kémhatásuk miatt a bennük fellelhető fenolok elsötétülnek, s barna üledékként polimerizálódnak.
A borkészítők egyes esetekben mesterségesen savasítják a bort, ez főleg a melegebb éghajlatú borvidékeken jellemző, ahol a szőlő szüretre már igen érett, sok benne a különféle cukor, de kevés a sav. Leggyakoribb ilyen hozzáadott adalékanyag a borkősav, ritkább a citromsav vagy az almasav ilyen irányú használata. A savakat az elsődleges erjesztés előtt, de utána is hozzá lehet adni; ha a keveréskor vagy érleléskor adják hozzá, azt már a borkóstoló is könnyen megérzi.

## Borkóstolásnál
A bor savassága a bor minőségének és ízének fontos összetevője. Élénkíti a ízeket, s leginkább a nyelv két oldalán jelentkező bizsergő érzet, valamint a nyáltermelést serkentő utóíz által észlelhető. Kiemelkedő fontosságú a bor savasságának, a maradványcukrok okozta édességének, s a bor keserűbb komponenseinek (tanninoknak, fenoloknak) egyensúlya. A túl savas bor íze felettébb savanyú és éles. A túl kevéssé savas bor íze ernyedt, „lapos”, ízei kevésbé markánsak.

## Fordítás
- Ez a szócikk részben vagy egészben  az   Acids in wine című angol Wikipédia-szócikk ezen változatának fordításán alapul.  Az eredeti cikk szerkesztőit annak laptörténete sorolja fel. Ez a jelzés csupán a megfogalmazás eredetét és a szerzői jogokat jelzi, nem szolgál a cikkben szereplő információk forrásmegjelöléseként.